# بوكوفليه (فليكا كلادوشا)
بوكوفليه ( الصربية السيريلية : Буковље) هي قرية في البوسنة والهرسك. وهي تقع في بلدية فليكا كلادوشا التابعة لكانتون يونا-سانا في اتحاد البوسنة والهرسك. طبقا لنتائج التعداد السكاني للبوسنة عام 2013، فقد كان عدد سكانها 17نسمة. تقع القرية على الحدود بين البوسنة والهرسك وكرواتيا.

## التركيبة السكانية

### التطور التاريخي للسكان
| 1971 | 1981 | 1991 | 2013 |
| ---- | ---- | ---- | ---- |
| 380  | 216  | 139  | 17   |

## وصلات خارجية
- (بالإنجليزية)

Maplandia